# Corneville-sur-Risle
Corneville-sur-Risle is een gemeente in het Franse departement Eure (regio Normandië). De plaats maakt deel uit van het arrondissement Bernay. Corneville-sur-Risle telde op  	1 januari 2022 1.371 inwoners.

## Geografie
De oppervlakte van Corneville-sur-Risle bedroeg op 1 januari 2022 13,23 vierkante kilometer; de bevolkingsdichtheid was toen 103,6 inwoners per km².

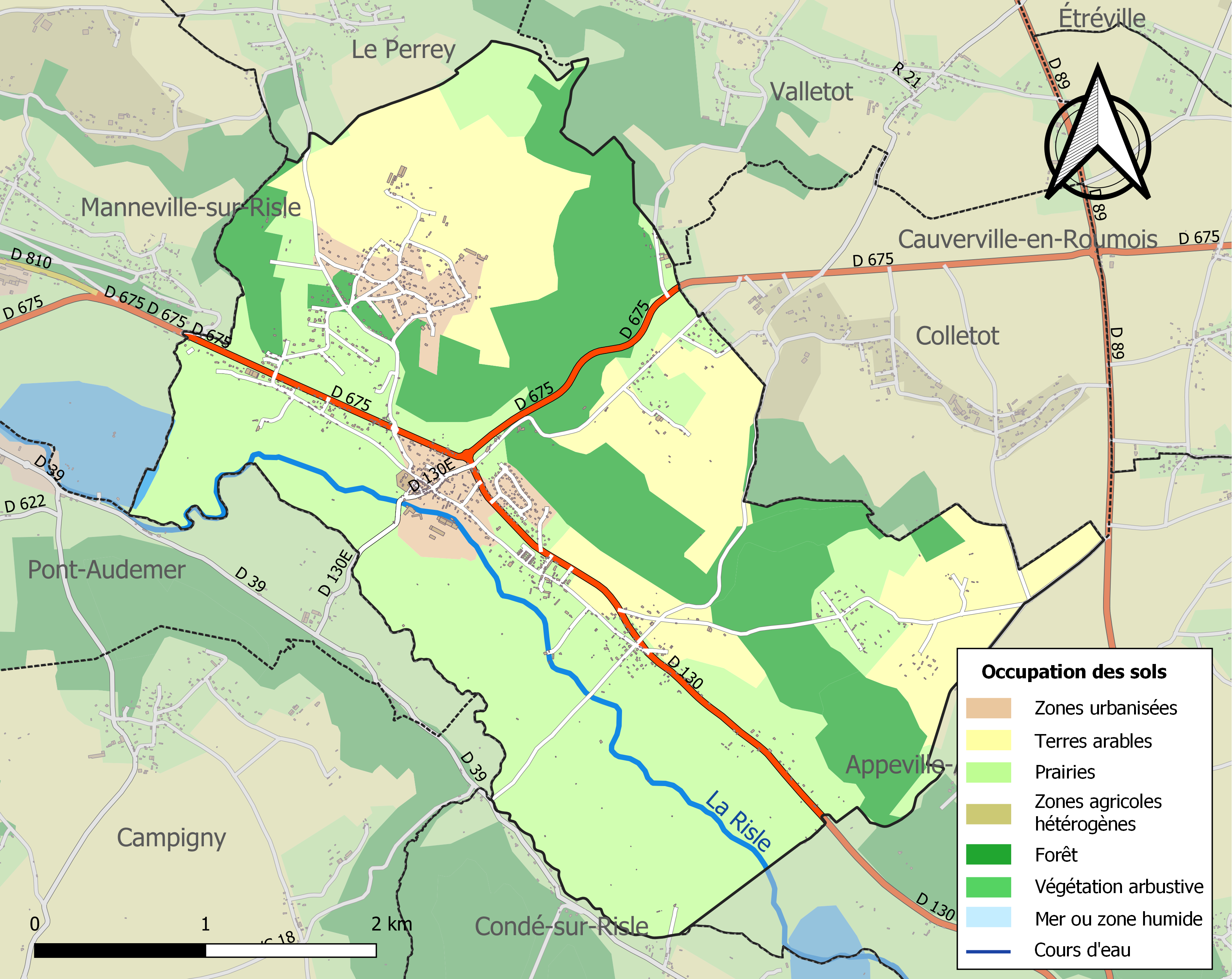
Kaart van de gemeente met belangrijkste infrastructuur, bodemgebruik en omliggende gemeenten

## Demografie
Onderstaande figuur toont het verloop van het inwonertal (bron: INSEE-tellingen).